# Motel 6

Motel 6 logo

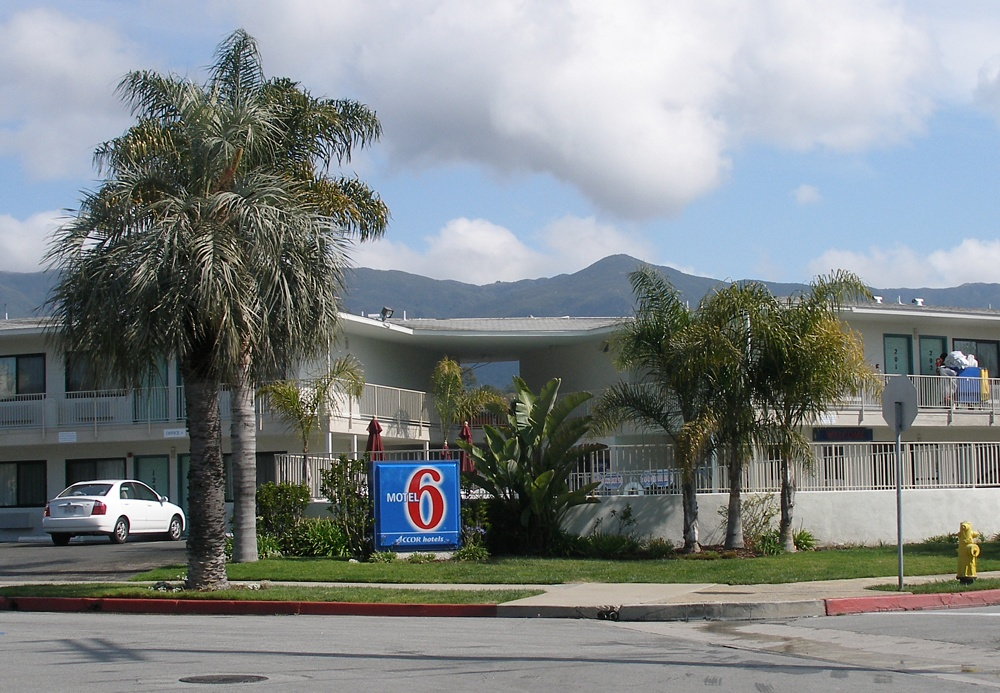
Het eerste Motel 6 in Santa Barbara in Californië.

Motel 6 is een onderneming van G6 Hospitality, eigendom van de Blackstone Group, een Amerikaanse investeringsmaatschappij. Het is een van de grootste budgetmotelketens in de Verenigde Staten en Canada. In 2006 had Motel 6 840 motels met in totaal 87.000 kamers.
Motel 6 werd in 1962 opgericht in Santa Barbara (Californië), door twee plaatselijke aannemers, William Becker en Paul Greene. Zij ontwikkelden een plan om motels te bouwen met goedkope kamers. Zij kwamen tot een prijs van USD$6 per nacht. Dit zou voldoende zijn om alle kosten te dekken. Vandaar de naam Motel 6. De motelketen maakte van 2006 tot en met 2012 deel uit van de Accor groep.